# 헤이든 크리스틴슨
스털링 헤이든 크리스틴슨(영어: Sterling Hayden Christensen, 1981년 4월 19일~)은 캐나다의 배우이다.

## 출연 작품

### 영화
- 매드니스 (1994)
- 처녀 자살 소동 (1999)
- 스타워즈 에피소드 2: 클론의 습격 (2002) - 아나킨 스카이워커 역
- 스타워즈 에피소드 III: 시스의 복수 (2005) - 아나킨 스카이워커 / 다스 베이더 역
- 팩토리 걸 (2006)
- 어웨이크 (2007)
- 점퍼 (2008) - 데이비드 라이스 역
- 테이커스 (2010)
- 라스트 맨: 지구를 마지막으로 본 남자 (2019) - 커트 역
- 스타워즈: 라이즈 오브 스카이워커 (2019) - 아나킨 스카이워커 역 (음성 카메오)

### 텔레비전
- 하이 그라운드 (2000)
- 오비완 케노비 (2022) - 아나킨 스카이워커 / 다스 베이더 역
- 아소카 (2023) - 아나킨 스카이워커 / 다스 베이더 역